# Josetxo
José Romero Urtasun, meglio noto come Josetxo (Pamplona, 25 febbraio 1977), è un ex calciatore spagnolo, di ruolo difensore.

## Carriera
Cresciuto nel vivaio dell'Osasuna, squadra della sua città, venne mandato a fare esperienza prima nella squadra riserve, poi nell'Eibar.
Il suo debutto in prima squadra avvenne nella stagione 1996-1997, in Segunda División, mentre quello nella Primera División spagnola risale al 1º dicembre 2001, durante Real Madrid-Osasuna 2-1.
Tutto il resto della sua carriera si è svolto con i colori rosso-blu della squadra di Pamplona, nella quale ha ricoperto anche il ruolo di vice-capitano.